# Assassinio allo specchio (film 1985)
Assassinio allo specchio (Murder with Mirrors) è un film per la televisione del 1985 diretto da Dick Lowry. Basato sul romanzo giallo Giochi di prestigio, scritto da Agatha Christie nel 1952, è interpretato da Bette Davis ed Helen Hayes alla sua seconda apparizione nel ruolo di Miss Marple.
Contrariamente a quanto il titolo italiano lascia intendere, non è basato sul romanzo Assassinio allo specchio, sempre con Miss Marple.

## Trama
Miss Jane Marple, arzilla vecchietta abitante nel villaggio inglese di St. Mary Mead, si reca a Londra su richiesta del legale Christian Gulbrandsen, figliastro di una sua vecchia amica, Carrie Louise, che da qualche tempo si è trasferita in campagna con il nuovo marito, Lewis Serrocold, trasformando la grande villa vittoriana della sua infanzia in un ricovero per giovani disadattati. Christian teme infatti per la salute della matrigna, e che qualcuno stia cercando di ucciderla. Convince Miss Marple, della quale conosce la sagacia, a raggiungere l'amica in difficoltà per offrirle il suo appoggio. Giunta alla clinica, Miss Marple inizia ad indagare trovandosi circondata da tradimenti e misteriosi personaggi, finché lo stesso Christian, giunto sul posto per discutere con il patrigno su un'importante questione riguardo alla proprietà, non viene assassinato.

## Produzione
Il film è il quarto di una serie di 8 pellicole televisive tratte da altrettanti romanzi di Agatha Christie e prodotte da Warner Bros. Television per la CBS. Assassinio allo specchio è il secondo dedicato al personaggio di Miss Marple, ed è stato preceduto nel 1983 da Miss Marple nei Caraibi sempre con Helen Hayes nel ruolo dell'arzilla vecchietta investigatrice. 
Gli 8 film sono: 
- È troppo facile (1982)
- Miss Marple nei Caraibi (1983)
- Cianuro a colazione (1983)
- Assassinio allo specchio (1985),
- Agatha Christie: 13 a tavola (1985)
- Agatha Christie: Caccia al delitto (1986),
- Agatha Christie: Delitto in tre atti (1986)
- L'uomo dall'abito marrone (1989)

## Distribuzione
Trasmesso negli Stati Uniti il 20 febbraio 1985 sulla rete CBS, in Italia il film è andato in onda per la prima volta il 24 gennaio 1989 in prima serata su Rete 4. Dal 2008, il film è disponibile in DVD distribuito da Malavasi Editore su licenza Warner Bros. Entertainment.